# 5453 Zakharchenya
Az 5453 Zakharchenya (ideiglenes jelöléssel 1975 VS5) a Naprendszer kisbolygóövében található aszteroida. Tamara Mihajlovna Szmirnova fedezte fel 1975. november 3-án.